# Энох Арден
«Энох Арден» (англ. «Enoch Arden») — поэма Альфреда Теннисона, опубликованная в 1864 году, во время его пребывания на посту поэта-лауреата Великобритании. Сюжет поэмы был подсказан писателю Томасом Вулнером.

## Сюжет
Герой поэмы, рыбак Энох Арден, оставляет жену Анни Ли и трёх детей, чтобы выйти в море со своим старым другом, предложившим ему сопровождать торговое судно. Энох не мог не согласиться, ибо недавно из-за несчастного случая он потерял работу. Данный поступок ярко показывает основные черты его характера: мужество, храбрость, рассудительность, готовность пойти на лишения ради благополучия семьи.
Во время своего путешествия Арден попадает в кораблекрушение, но ему удаётся спастись вместе с двумя своими товарищами на необитаемом острове. По воле рока двое его спутников умирают, и он остаётся совершенно один.
Эта часть истории напоминает историю Робинзона Крузо. В течение десяти лет ему приходится выживать на необитаемом острове, в то время как в родном городе его уже считают давно погибшим.
Однако стойкость духа и желание жить помогают герою вернуться домой. Неузнанным он появляется в родном городе, но обнаруживает, что его жена, считавшая его мёртвым, счастливо живёт с другим человеком, его другом детства Филиппом Реем (ещё в детстве они соперничали, чьей «женой» будет Анни), и у них уже есть ребёнок. Сердце Эноха разбито, один из его сыновей умер, а жена и двое оставшихся сыновей живут теперь на попечении его бывшего соперника.
Но убитый горем Энох так никогда и не раскроет жене и детям факт своего спасения и возвращения в родной город, ибо он любит их слишком сильно, чтобы испортить их новое счастье. В конце концов Энох Арден умирает от разбитого сердца.

## Культурные аллюзии
Сюжет «Эноха Ардена» был использован во многих книгах и фильмах:
- Сюжет поэмы перекликается с рассказом Ги де Мопассана «Возвращение» (фр. Le Retour). У Мопассана, однако, возвратившийся герой раскрывает свою личность жене и её новой семье.
- В 1897 году Рихард Штраус написал на сюжет поэмы музыкальную мелодраму для чтеца и фортепиано (Энох Арден, соч. 38).
- В 1908 году режиссёр Дэвид Гриффит снимает немой фильм «Много лет спустя» на основе поэмы Теннисона.
- Фильм 1915 г. режиссёра Кристи Кабане «Энох Арден» базируется на сюжете поэмы.
- В 1925 г. создаётся ещё одна киноверсия поэмы Теннисона — австралийский фильм «Bushwackers».
- Темы поэмы переосмыслены в фильме Уэсли Руглиза «Слишком много мужей».
- В 1940 выходит эксцентричная комедия «Моя любимая жена» — своеобразная юмористическая инверсия произведения Теннисона.
- В романе Агаты Кристи «Берег удачи» герой Чарльз Трентон использует псевдоним Эноха Ардена, изображая когда-то погибшего Роберта Андерхея. Данный трюк использовался для шантажа Розалин Клоуд.
- В рассказе А. Кристи «Доколе длится свет» покойный муж, Тим Нуджент, возвращается в качестве Ардена. Этот сюжет также был использован в романе «Хлеб великанов» (1960), первым из шести романов, написанных под псевдонимом Мэри Уэстмакотт[1].
- Анни Рэй — одно из действующих лиц поэмы М. Кузмина «Форель разбивает лёд» (1927).
- Отсылка к поэме содержится в названии бренда «Elizabeth Arden», созданного Флоренс Грэхэм.